# Championnat de Syrie de football 1984-1985
Navigation
Saison 1987-1988
La saison 1984-1985 du Championnat de Syrie de football est la quatorzième édition du championnat de première division en Syrie. Les douze meilleurs clubs du pays sont regroupés au sein d'une poule unique où ils s'affrontent deux fois au cours de la saison, à domicile et à l'extérieur. Le système de promotion-relégation n'est pas connu.
C'est le club d'Al Jaish Damas qui remporte le championnat cette saison, après avoir terminé en tête du classement final, avec cinq points d'avance sur le tenant du titre, Al-Karamah SC et neuf sur Al Ittihad Alep. C'est le quatrième titre de champion de Syrie de l'histoire du club.

## Les clubs participants
| - Al Jaish Damas - Al-Karamah SC - Al Ittihad Alep - Jableh SC - Al Wathba Homs - Al Shorta Damas | - Tishreen SC - Al Wahda Damas - Al Jihad Damas - Al Majd Damas - Hurriya SC - Al Yaqza |

## Compétition

### Classement
Le barème utilisé pour établir le classement est le suivant :
- Victoire : 3 points
- Match nul : 1 point
- Défaite : 0 point

| Rang | Équipe           | Pts | J  | G  | N  | P  | Bp | Bc | Diff |
| ---- | ---------------- | --- | -- | -- | -- | -- | -- | -- | ---- |
| 1    | Al Jaish Damas   | 46  | 22 | 13 | 7  | 2  |    |    |      |
| 2    | Al-Karamah SCT   | 41  | 22 | 12 | 5  | 5  |    |    |      |
| 3    | Al Ittihad AlepC | 37  | 22 | 9  | 10 | 3  |    |    |      |
| 4    | Jableh SC        | 36  | 22 | 9  | 9  | 4  |    |    |      |
| 5    | Al Wathba Homs   | 32  | 22 | 8  | 8  | 6  |    |    |      |
| 6    | Al Shorta Damas  | 28  | 22 | 7  | 7  | 8  |    |    |      |
| 7    | Tishreen SC      | 27  | 22 | 7  | 6  | 9  |    |    |      |
| 8    | Al Wahda Damas   | 27  | 22 | 5  | 12 | 5  |    |    |      |
| 9    | Al Jihad Damas   | 24  | 22 | 5  | 9  | 8  |    |    |      |
| 10   | Al Majd Damas    | 19  | 22 | 3  | 10 | 9  |    |    |      |
| 11   | Hurriya SC       | 19  | 22 | 3  | 10 | 9  |    |    |      |
| 12   | Al Yaqza         | 11  | 22 | 2  | 5  | 15 |    |    |      |

|  | Qualification pour la Coupe des clubs champions arabes de football 1986 |
|  | Qualification pour la Coupe d'Asie des clubs champions 1985-1986        |
|  | T : Tenant du titre C : Vainqueur de la Coupe de Syrie de football      |

## Bilan de la saison
| Championnat de Syrie de football 1984-1985                        |                           |
| Champion                                                          | Al Jaish Damas (4e titre) |
| Coupes et trophées                                                |                           |
| Vainqueur de la Coupe de Syrie 1984-1985                          | Al Ittihad Alep           |
| Qualifications continentales                                      |                           |
| Coupe d'Asie des clubs champions 1985-1986                        | Al Ittihad Alep           |
| Coupe des clubs champions arabes de football 1986                 | Al Jaish Damas            |
| Promotions et relégations                                         |                           |
| Promus en Syrian League                                           | Inconnus                  |
| Relégués en Championnat de Syrie de football de deuxième division | Inconnus                  |